# Стоянка (село)
Сто́янка (укр. Стоянка) — село, входит в Бучанский район Киевской области Украины.
Население по переписи 2001 года составляло 405 человек. Почтовый индекс — 08114. Телефонный код — 4598. Занимает площадь 0,613 км².

## История
- Лаврентий Похилевич в «Сказании о населённых местностях Киевской губернии» (1864 год) пишет:
  - «на левой стороне реки Ирпеня, хутор, состоящий из 3-х крестьянских изб, на небольшой полянке, среди дремучего леса; жителей обоего пола 16. В прошлом веке здесь был притон нескольких человек пограничной стражи».

## Галерея
- Свято-Николаевский храм в стадии строительства (июнь 2021)
- Вид с дамбы на реку Ирпень